# Saltaire
Saltaire je viktorijanski model naselja u sklopu grada Bradforda, pokrajina Yorkshire i Humber (Engleska) koje je 2001. godine upisano na UNESCO-ov popis mjesta svjetske baštine u Europi kao nedirnuto radničko naselje i industrijski kompleks koji su utjecali na razvoj industrijske revolucije.

## Povijest
Proizvođač tekstila Titus Salt je 1851. godine osnovao Vodenicu Salts u predgrađu Bradforda oko koje je niklo naselje za 3.000 radnika i njihove obitelji u skladu s tada najmodernijim standardima društva i zdravstva. Radničko naselje, koje je dobilo ime prema složenici vlasnikova imena i imena rijeke Aire, je imalo brojne društvene ustanove ka što su: crkva, škola s knjižnicom i čitaonicom, koncertna dvorana, sportska dvorana, park, bolnica, praonica, kupaonica i stanove za siromašne. Pored kupaonica na kanalu Leeds-Liverpool izgrađena je i luka za tvornicu sa željezničkim tračnicama.
Sama tvornica je izgrađena u stilu talijanske renesanse prema planovima trvtke Lockwood & Mawson koji su isplanirali i plan grada. Danas je u zgradi muzej djela Davida Hockneya, Muzej harmonija (Victorian Reed Organ Museum), trgovački centar, stanovi i tvornica elektroničkih potrepština.
Crkva ujedinjene reformirane crkve iz 1859. godine je jedna od najvažnijih viktorijanskih crkava u Britaniji.
- Vodenica Salts iz 1851. god.
- Nova vodenica
- Crkva Ujedinjene reformirane crkve iz 1859. god.
- Almshous kuće u radničkom naselju
- Koncertna dvorana
- Radničko naselje br. 17.
- Naselje industrijske filantropije
- Zgrada osnovne škole iz 1868. god., danas Shipley College
- Roberts Park
- Željeznička postaja

## Vanjske poveznice
- Službena stranica grada